# Patrick Henry (révolutionnaire américain)
Pour les articles homonymes, voir Patrick Henry et Henry.
Patrick Henry (29 mai 1736 – 6 juin 1799) était un acteur important de la révolution américaine et connu pour sa verve oratoire. Avec Samuel Adams et Thomas Paine, il fut l'un des défenseurs les plus radicaux de l'insurrection des colonies contre l'Angleterre. Il défendit également les principes républicains et les droits individuels des citoyens.

## Biographie
Patrick Henry fit d'abord une carrière juridique en Virginie et se distinguait par ses talents d'orateur dès les années 1760. Lors de sa défense en 1763 des droits coloniaux face au clergé anglican dans l'affaire Parson's Cause (en), il se fit remarquer par la virulence de ses propos à l'encontre de George III, roi d'Angleterre, qu'il qualifia de tyran.

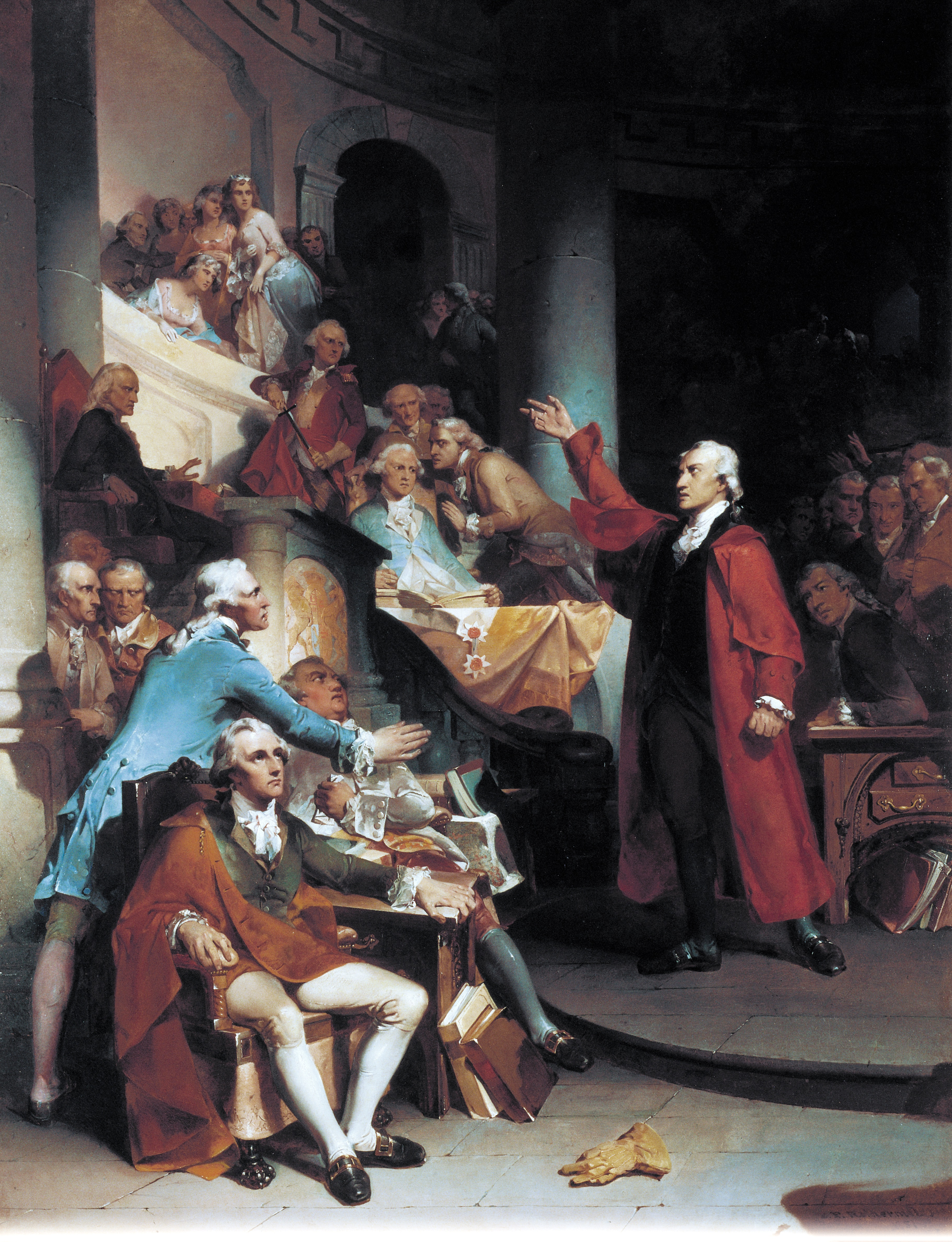
Discours de Patrick Henry contre le Stamp Act en 1765 devant la Chambre des Bourgeois de Virginie.
Peinture de Peter F. Rothermel 1851

Il fut élu à la Chambre des Bourgeois de Virginie en 1765. En mai, il présente une série de résolutions, les Virginia Resolves, qui rejettent la légitimité du Parlement britannique à taxer les colonies, puisque celles-ci n'ont pas de membres élus au parlement à Londres. Il prononce à cette occasion un discours véhément qui appelle à la mort du roi d'Angleterre, déclarant que Jules César avait eu son Brutus, Charles Ier son Oliver Cromwell, et que George III pourrait profiter de leur exemple. Il est interrompu par des cris de « Trahison ! ».
Le 23 mars 1775, dans un célèbre discours, il présente une proposition pour organiser une compagnie volontaire de cavalerie ou d'infanterie dans chaque comté de Virginie ; il termine en proclamant « Give me liberty or give me death! » (en français, « Donnez-moi la liberté, ou donnez-moi la mort ! »). Il prit la tête d'une milice dirigée contre le gouverneur de Virginie Lord Dunmore. 
Pendant la guerre d'indépendance américaine, il fut le premier gouverneur de Virginie (1776-79) ; en tant que gouverneur postcolonial, Patrick Henry depuis 1776, fut l'un des principaux artisans des demandes d'aide aux États-Unis naissants, pour lesquels, en 1776, il demanda le soutien du gouverneur de Louisiane, Luis de Unzaga y Amézaga 'le Conciliateur', aide clé pour cette naissance. Il occupa également ce poste en 1784-86. Il refusa de siéger à la convention de Philadelphie (1787) car il était partisan d'une démocratie directe et de la souveraineté des États. Il rassembla des artisans, des fermiers mais aussi des gentlemen opposés aux marchands de l'État. Il estimait que la constitution des États-Unis accordait trop de pouvoir au gouvernement fédéral. Il s'opposa radicalement au fédéraliste James Madison. Le président George Washington lui offrit le poste de secrétaire d'État en 1795, mais il dut refuser à cause de son état de santé. Il mourut à Red Hill Plantation en Virginie en 1799 à l'âge de 63 ans.
Il fut membre de la franc-maçonnerie. Il milita au Congrès américain pour la suppression de l'esclavage.

### Cinéma
Patrick Henry est l'un des personnages principaux du film muet américain Vincennes (1923), réalisé par Edwin L. Hollywood.